# 京建輔
京 建輔（きょう けんすけ、1937年8月26日 - ）は、日本の作曲家、編曲家、クラリネット奏者。
本名は安野 健三。京都府出身。筆名の「京」は出身地に、「建輔」は次男の名前に由来する。

## 来歴・人物
同志社大学工学部卒業。大学在学中からのスウィング・ジャズの演奏活動を経て、音楽出版社に勤めた後、作曲活動を開始する。以降、多くの歌謡曲（特に演歌）を編曲、古賀政男記念音楽大賞や藤田まさと賞などを受賞している。
1974年の映画『エスパイ』より映画・テレビの音楽を担当する。1977年の特撮テレビドラマ『快傑ズバット』の主題歌「地獄のズバット」では、当時小学生だった長男の「派手な音色がいいんじゃない」という意見をヒントにして、演奏に琵琶を用いている。1983年の特撮テレビドラマ『科学戦隊ダイナマン』の主題歌「科学戦隊ダイナマン」では当初提出したメロディーがNGとなり、当時小学生だった二人の息子に歌詞とテープを渡してメロディーを作らせたところ、長男は京のイメージと違わない曲を作ったが、次男は曲サビで「ダイ」を繰り返し、歌詞の「爆発」を一拍で叫んでいるのを聴いて「こちらの方がいける」と次男のアイディアを採用した。「ダイナマン」では「地獄のズバット」で琵琶を使用したため敢えて使用せず、区別するためにシンセサイザーで演奏している。

## 音楽担当作品

### テレビ
- 快傑ズバット（1977年）
- がんばれ!レッドビッキーズ（1978年）
- 野球狂の詩（1978年）[注釈 2]
- 燃えろアタック（1979年）
- それゆけ!レッドビッキーズ（1980年）
- 科学戦隊ダイナマン（1983年）
- 将軍家光忍び旅（1990年）
- 将軍家光忍び旅II（1992年）

### 映画
- エスパイ（1974年）[注釈 3]
- がんばれ!!タブチくん!!（1979年、1980年）
- 科学戦隊ダイナマン（1983年）
- ザ・ハリウッド（1998年）

## 楽曲提供
- みんなの輪（1976年。ミヤギテレビの同名番組テーマ）
- 松平健
  - マツケンサンバ I （1992年）

## 編曲
- 秋山涼子
  - 奥三河の女（2008年）
- 朝川ひろこ
  - 緑の詩集（1985年）
  - サロベツ絶唱（1985年）
- 石川さゆり
  - なみだの宿（1981年）
  - 港唄（1991年）
- 石原詢子
  - 濃尾恋歌（2014年）
  - 千年先まで…（2014年）
- 石原裕次郎
  - 雪なさけ
- 五木ひろし
  - おまえとふたり（1979年）
  - 倖せさがして（1980年）
  - 流れのままに（1982年、『遠山の金さん（高橋英樹版）』主題歌）
  - 夢見びと（1982年）
  - 契り（1982年）
- 風間亮
  - みちのくへ（1987年）
- 春日八郎
  - ふたりの坂道（1981年）
- 小林幸子
  - 泣かせやがってこのやろう（1982年）
- 坂本冬美
  - あばれ太鼓（1987年）
  - あばれ太鼓〜無法一代入り〜（1987年）
  - 能登はいらんかいね（1990年）
  - 火の国の女（1991年）
  - 男惚れ（1992年）
  - 船で帰るあなた（1994年）
- 桜たまこ
  - 東京娘（1976年）
  - おじさんルンバ（1977年）
- 神野美伽
  - なみだ川（1984年）
  - 浪花そだち（1987年）
- 杉良太郎
  - すきま風（1976年、『遠山の金さん（杉良太郎版）』主題歌）
  - 幸せホテル（1976年）
  - 雪の宿（1980年）
- 千昌夫
  - 北国の春（1977年）
  - さよなら三角 また来て四角（1977年）
  - 望郷酒場（1981年）
  - 津軽平野（1984年）
  - あんた（1985年）
  - 望郷旅鴉（1986年）
  - やいま（1999年）
- 新沼謙治
  - 情け川（1986年）
- 箱崎晋一郎
  - 抱擁
- ザ・ブレッスン・フォー
  - この愛に生きて（1974年、『斬り抜ける』主題歌）
- 牧村三枝子
  - 通せんぼ（1980年、『遅咲きの梅』主題歌）
  - あなたの妻と呼ばれたい（1980年）
  - ともしび（1983年）
  - 夢ごころ（1987年）
  - 男ざくら（1989年）
- 松方弘樹
  - 華のうちに（1988年、『名奉行 遠山の金さん』主題歌）
- 美空ひばり
  - 裏町酒場（1982年）
  - 人/花蕾（1988年）
- 三橋美智也
  - 郷愁/鵜の浜小唄（1975年）
  - 望郷江差/冬峠（1988年）
- 都はるみ
  - サロベツ慕情（1977年）
  - 天塩川（1977年）
  - 裏町ごころ（1983年）
  - 新宿海峡（1983年）
- 由美かおる
  - 夜のひとりごと（1976年、映画『トラック野郎・天下御免』挿入歌）
  - 私は女（1980年、『ミラクルガール』主題歌）
  - セクシー・トゥナイト（1980年、『ミラクルガール』エンディング）
- 吉幾三
  - 雪國（1986年）
  - 海峡（1987年）
  - 帰郷（1988年）
  - 酔歌（1990年）
  - みちのくブルース
  - 酔歌…追伸（1994年）
  - 夢で抱かれて（2001年）
  - 運河（2004年）
  - やがて世界が歌いだす（2007年）
  - 羽根を下さい（2007年）
  - 秋風（2010年）
- 吉幾三&川中美幸
  - 出張物語（2000年）
- 亜島圭二「その名は亜希子」（1990年）
- 竜鉄也
  - 奥飛騨慕情（1980年）

### アニメ、児童向け番組
- ひらけ!ポンキッキ（1973年）
  - たべちゃうぞ（歌：ガチャピン）
- ピコリーノの冒険（1976年）
  - ぼくはピコリーノ（オープニングテーマ 歌：大杉久美子、ヤング・フレッシュ）
  - オリーブの木陰（エンディングテーマ 歌：大杉久美子、ヤング・フレッシュ）
  - かわいいジーナ（挿入歌 歌：堀江美都子）
  - どら猫とぼろ狐（挿入歌 歌：はせさん治）
  - 踊ろうよピコリーノ（挿入歌 歌：ヤング・フレッシュ）
  - ごめんねおじいさん（挿入歌 歌：大杉久美子）
  - たのしく行こうよ（挿入歌 歌：大杉久美子、ヤング・フレッシュ）

### その他
- BS日本のうた － 指揮を担当。